# Cremastus sabulosus
Cremastus sabulosus är en stekelart som beskrevs av Vollenhoven 1878. Cremastus sabulosus ingår i släktet Cremastus och familjen brokparasitsteklar. Inga underarter finns listade i Catalogue of Life.